# Emilio Chamorro
Emilio Chamorro Nueve de Julio, Corrientes,  Argentina,
1904-Rosario, ibíd., 1971), conocido como el Tata o Emilio del Campo, fue un  músico y guitarrista argentino, considerado uno de los pioneros del chamamé y la música litoraleña, de Argentina. En 1931 formó el primer conjunto famoso de chamamé, llamado Los Hijos de Corrientes, calificado como una "escuela chamamecera", integrado por músicos que luego serían famosos como Tránsito Cocomarola, Isaco Abitbol, Tarragó Ros, Ernesto Montiel y muchos otros. Entre 1944 y 1945 estableció en la ciudad de Rosario el "boliche" bailable La Ranchada, que se constituyó en el centro más importante de difusión del chamamé. Entre sus canciones exitosas se destacan "San Luis", "Taragüí rapé" y "Lamento correntino".

## Biografía
Nacido el 30 de junio de 1904 en la pequeña población de Nueve de Julio, departamento San Roque, en la provincia de Corrientes, Argentina, en 1922, con 19 años se trasladó a Buenos Aires, donde integró el conjunto de arte nativo de Pedro Ottatí, de música litoraleña.[cita requerida]
En 1931 formó su propio conjunto, que se volvería famoso como pionero del chamamé y ha sido considerado por el historiador Piñeyro como una "escuela chamamecera", debido a la importancia de los músicos que lo integraron, como Isaco Abitbol, Tránsito Cocomarola, Ernesto Montiel, Tarragó Ros, Lita Lamas, entre otros. El conjunto se llamó inicialmente “Los Paisanos Campiriños" pero luego adoptó el nombre definitivo de Los Hijos de Corrientes.[cita requerida]
Chamorro grabó discos para RCA Víctor desde 1935, con el nombre de Trío Chamorro–Medina–Ramírez, y aparece en películas como Cándida (1939), Prisioneros de la tierra (1939) y Tres hombres del río (1943). También grabó discos para Odeón con el nombre de Emilio del Campo.[cita requerida]
Entre 1944 y 1945 estableció en la ciudad de Rosario el "boliche" bailable La Ranchería, que se constituyó en el centro más importante de difusión del chamamé.[cita requerida]
En 1950 integró el Trío Cocomarola, junto con Tránsito Cocomarola y Samuel Claus.[cita requerida]